# Utah Jazz 2018-2019
La stagione 2018-2019 degli Utah Jazz è stata la 45ª stagione della franchigia nella NBA.

## Draft
| Giro | Scelta | Giocatore     | Ruolo | Nazionalità | Università/Squadra |
| ---- | ------ | ------------- | ----- | ----------- | ------------------ |
| 1    | 21     | Grayson Allen | G     | Stati Uniti | Duke Blue Devils   |

## Roster
| \| Pos. \| Num. \| Naz. \| Nome \| Altezza \| Peso \| Data nascita \| Provenienza \| \| ---- \| ---- \| ---- \| --------------------- \| ------- \| ------ \| ------------ \| ---------------------- \| \| C \| 13 \| \| Bradley, Tony (GL) \| 208 cm \| 112 kg \| 08-01-1998 \| North Carolina \| \| G \| 24 \| \| Allen, Grayson \| 196 cm \| 90 kg \| 08-10-1995 \| Duke \| \| P \| 11 \| \| Exum, Danté \| 198 cm \| 86 kg \| 13-07-1995 \| Lake Ginninderra (AUS) \| \| AG/C \| 15 \| \| Favors, Derrick \| 208 cm \| 120 kg \| 15-07-1991 \| Georgia Tech \| \| C \| 27 \| \| Gobert, Rudy (C) \| 216 cm \| 111 kg \| 26-06-1992 \| Francia \| \| G/AP \| 2 \| \| Ingles, Joe \| 203 cm \| 103 kg \| 02-10-1987 \| Lake Ginninderra (AUS) \| \| G/AP \| 26 \| \| Korver, Kyle \| 201 cm \| 96 kg \| 17-03-1981 \| Creighton \| \| G \| 30 \| \| Mitrou-Long, Naz (TW) \| 193 cm \| 99 kg \| 03-08-1993 \| Iowa \| \| G \| 45 \| \| Mitchell, Donovan \| 191 cm \| 98 kg \| 07-09-1996 \| Louisville \| \| P \| 25 \| \| Neto, Raul \| 185 cm \| 81 kg \| 19-05-1992 \| Brasile \| \| A \| 31 \| \| Niang, Georges \| 203 cm \| 104 kg \| 17-06-1993 \| Iowa State \| \| AP \| 23 \| \| O'Neale, Royce \| 198 cm \| 103 kg \| 05-06-1993 \| Baylor \| \| P \| 3 \| \| Rubio, Ricky \| 193 cm \| 86 kg \| 21-10-1990 \| Spagna \| \| G/AP \| 22 \| \| Sefolosha, Thabo \| 201 cm \| 100 kg \| 02-05-1984 \| Svizzera \| \| AG/C \| 33 \| \| Udoh, Ekpe \| 208 cm \| 111 kg \| 20-05-1987 \| Baylor \| \| AG \| 34 \| \| Cavanaugh, Tyler (TW) \| 206 cm \| 108 kg \| 09-02-1994 \| George Washington \| \| AP \| 99 \| \| Crowder, Jae \| 198 cm \| 107 kg \| 06-07-1990 \| Marquette \| | Allenatore - Quin Snyder Assistente/i - Johnnie Bryant - Alex Jensen - Brad Jones - Fōtīs Katsikarīs - Antonio Lang - Mike Wells - Mark McKown - Jeff Watkinson Legenda - (C) Capitano - (FA) Free agent - (S) Sospeso - (TW) Contratto Two-way - (GL) Assegnato a squadra G League affiliata - Infortunato Roster • Transazioni · Ultima transazione: 18 dicembre 2018 |                                               |                       |         |        |              |                        |
| Pos. | Num. | Naz.                                          | Nome                  | Altezza | Peso   | Data nascita | Provenienza            |
| C | 13 | Stati Uniti (bandiera)                        | Bradley, Tony (GL)    | 208 cm  | 112 kg | 08-01-1998   | North Carolina         |
| G | 24 | Stati Uniti (bandiera)                        | Allen, Grayson        | 196 cm  | 90 kg  | 08-10-1995   | Duke                   |
| P | 11 | Australia (bandiera)                          | Exum, Danté           | 198 cm  | 86 kg  | 13-07-1995   | Lake Ginninderra (AUS) |
| AG/C | 15 | Stati Uniti (bandiera)                        | Favors, Derrick       | 208 cm  | 120 kg | 15-07-1991   | Georgia Tech           |
| C | 27 | Francia (bandiera)                            | Gobert, Rudy (C)      | 216 cm  | 111 kg | 26-06-1992   | Francia                |
| G/AP | 2 | Australia (bandiera) · Regno Unito (bandiera) | Ingles, Joe           | 203 cm  | 103 kg | 02-10-1987   | Lake Ginninderra (AUS) |
| G/AP | 26 | Stati Uniti (bandiera)                        | Korver, Kyle          | 201 cm  | 96 kg  | 17-03-1981   | Creighton              |
| G | 30 | Canada (bandiera) · Grecia (bandiera)         | Mitrou-Long, Naz (TW) | 193 cm  | 99 kg  | 03-08-1993   | Iowa                   |
| G | 45 | Stati Uniti (bandiera)                        | Mitchell, Donovan     | 191 cm  | 98 kg  | 07-09-1996   | Louisville             |
| P | 25 | Brasile (bandiera) · Italia (bandiera)        | Neto, Raul            | 185 cm  | 81 kg  | 19-05-1992   | Brasile                |
| A | 31 | Stati Uniti (bandiera) · Senegal (bandiera)   | Niang, Georges        | 203 cm  | 104 kg | 17-06-1993   | Iowa State             |
| AP | 23 | Stati Uniti (bandiera)                        | O'Neale, Royce        | 198 cm  | 103 kg | 05-06-1993   | Baylor                 |
| P | 3 | Spagna (bandiera)                             | Rubio, Ricky          | 193 cm  | 86 kg  | 21-10-1990   | Spagna                 |
| G/AP | 22 | Svizzera (bandiera)                           | Sefolosha, Thabo      | 201 cm  | 100 kg | 02-05-1984   | Svizzera               |
| AG/C | 33 | Stati Uniti (bandiera)                        | Udoh, Ekpe            | 208 cm  | 111 kg | 20-05-1987   | Baylor                 |
| AG | 34 | Stati Uniti (bandiera)                        | Cavanaugh, Tyler (TW) | 206 cm  | 108 kg | 09-02-1994   | George Washington      |
| AP | 99 | Stati Uniti (bandiera)                        | Crowder, Jae          | 198 cm  | 107 kg | 06-07-1990   | Marquette              |

## Classifiche

### Northwest Division
| Northwest Division      | Northwest Division | Northwest Division | Northwest Division | Northwest Division | Northwest Division | Northwest Division | Northwest Division | Northwest Division |
| Squadra                 | V                  | S                  | V%                 | PR                 | Casa               | Trasf              | Div                | PG                 |
| ----------------------- | ------------------ | ------------------ | ------------------ | ------------------ | ------------------ | ------------------ | ------------------ | ------------------ |
| y – Denver Nuggets      | 54                 | 28                 | .659               | 3,0                | 34–7               | 20–21              | 11–4               | 82                 |
| x – Portland T. Blazers | 53                 | 29                 | .646               | 4,0                | 32–9               | 21–20              | 6–10               | 82                 |
| x – Utah Jazz           | 50                 | 32                 | .610               | 7,0                | 29–12              | 21–20              | 8–8                | 82                 |
| x – Oklahoma Thunder    | 49                 | 33                 | .598               | 8,0                | 27–14              | 22–19              | 9–7                | 82                 |
| Minnesota T'wolves      | 36                 | 46                 | .439               | 21,0               | 25–16              | 11–30              | 5–10               | 82                 |

### Western Conference
| Western Conference | Western Conference      | Western Conference | Western Conference | Western Conference | Western Conference | Western Conference |
| #                  | Squadra                 | V                  | S                  | V%                 | PR                 | PG                 |
| ------------------ | ----------------------- | ------------------ | ------------------ | ------------------ | ------------------ | ------------------ |
| 1                  | c – G.S. Warriors       | 57                 | 25                 | .695               | –                  | 82                 |
| 2                  | y – Denver Nuggets      | 54                 | 28                 | .659               | 3,0                | 82                 |
| 3                  | x – Portland T. Blazers | 53                 | 29                 | .646               | 4,0                | 82                 |
| 4                  | y – Houston Rockets     | 53                 | 29                 | .646               | 4,0                | 82                 |
| 5                  | x – Utah Jazz           | 50                 | 32                 | .610               | 7,0                | 82                 |
| 6                  | x – Oklahoma Thunder    | 49                 | 33                 | .598               | 8,0                | 82                 |
| 7                  | x – San Antonio Spurs   | 48                 | 34                 | .585               | 9,0                | 82                 |
| 8                  | x – L.A. Clippers       | 48                 | 34                 | .585               | 9,0                | 82                 |
|                    |                         |                    |                    |                    |                    |                    |
| 9                  | Sacramento Kings        | 39                 | 43                 | .476               | 18,0               | 82                 |
| 10                 | L.A. Lakers             | 37                 | 45                 | .451               | 20,0               | 82                 |
| 11                 | Minnesota T'wolves      | 36                 | 46                 | .439               | 21,0               | 82                 |
| 12                 | Memphis Grizzlies       | 33                 | 49                 | .402               | 24,0               | 82                 |
| 13                 | N.O. Pelicans           | 33                 | 49                 | .402               | 24,0               | 82                 |
| 14                 | Dallas Mavericks        | 33                 | 49                 | .402               | 24,0               | 82                 |
| 15                 | Phoenix Suns            | 19                 | 63                 | .232               | 38,0               | 82                 |

## Mercato

### Free Agency

#### Prolungamenti contrattuali
| Giocatore      | Contratto           |
| -------------- | ------------------- |
| Danté Exum     | 3 anni/$33 milioni  |
| Derrick Favors | 2 anni/$36 milioni  |
| Raul Neto      | 2 anni/$4,4 milioni |
| Georges Niang  | 3 anni/$4,9 milioni |

#### Acquisti
| Giocatore       | Contratto                    | Provenienza         |
| --------------- | ---------------------------- | ------------------- |
| Naz Mitrou-Long | Contratto two-way            | S.L.C. Stars        |
| Tyler Cavanaugh | Contratto two-way            | Atlanta Hawks       |
| Isaac Haas      | Assegnato a squadra G League | Purdue Boilermakers |
| Trey Lewis      | Assegnato a squadra G League | Bourg-en-Bresse     |

#### Cessioni
| Giocatore      | Motivo     | Nuova squadra |
| -------------- | ---------- | ------------- |
| Jonas Jerebko  | Tagliato   | G.S. Warriors |
| David Stockton | Tagliato   | Bayreuth      |
| Erik McCree    | Rilasciato | V.L. Pesaro   |